# Полетти, Уго
Уго Полетти (итал. Ugo Poletti; 19 апреля 1914, Оменья, королевство Италия — 25 февраля 1997, Рим, Италия) — итальянский куриальный кардинал. Титулярный епископ Медели и вспомогательный епископ Новары с 12 июля 1958 по 26 июня 1967. Архиепископ Сполето с 26 июня 1967 по 3 июля 1969. Титулярный архиепископ Читтановы и вице-наместник Рима с 3 июля 1969 по 13 октября 1972. Про-генеральный викарий Рима с 13 октября 1972 по 6 марта 1973. Генеральный викарий Рима с 6 марта 1973 по 17 января 1991. Архипресвитер патриаршей Латеранской базилики с 26 марта 1973 по 17 января 1991. Кардинал-священник с титулом церкви Санти-Амброджо-э-Карло с 5 марта 1973.